# Gluggarnir
Gluggarnir és una muntanya a les illes Fèroe. Amb els seus 610 metres, és la muntanya més alta de l'illa de Suðuroy; tot i així és el 106è cim en altura de tot l'arxipèlag. La muntanya està situada entre els pobles de Fámjin i Trongisvágur.